# Muncsal
Muncsal románul: Muncelu, falu Romániában, Erdélyben, Fehér megyében.

## Fekvése
Aranyosbányától nyugatra, az Aranyos bal partján fekvő település.

## Története
Muncsal nevét 1486-ban említette először oklevél mons idiomate wolahico Monchel
vocatus formában.
1494-ben p. Mwnchel ad Offombanya pt.; kenezius et alii wolachi ibidem alakban volt említve. 1496-ban pedig p. Mwnchal néven, Aranyosbánya város birtoka volt (valószínűleg azonos Barázdafalvával).
Későbbi névváltozatai: 1733-ban Muntsul, 1750-ben 
Baiedydsosz et Muncsel, 1808-ban Muncsel, 1913-ban Muncsal.
A trianoni békeszerződés előtt Torda-Aranyos vármegye Torockói járásához tartozott.
1910-ben 492 román lakosa volt, melyből 488 görögkeleti ortodox volt.

## Források

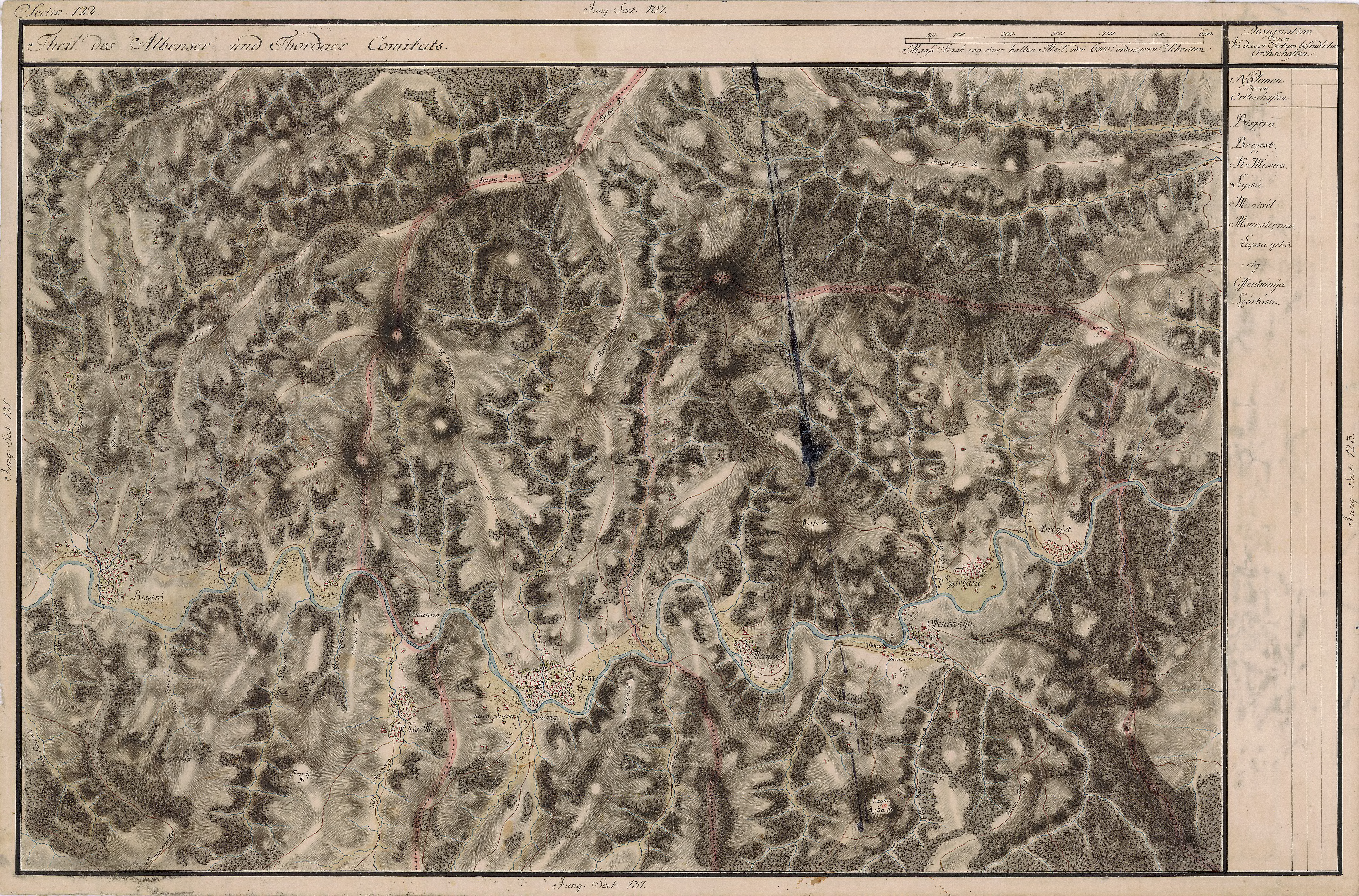
Muncsal egy régi térképen